# Cisti radicolare
Con il termine di cisti radicolare, cisti odontogena infiammatoria radicolare o cisti periapicale si definisce una lesione infiammatoria di aspetto cistico a carattere cronico dei tessuti periapicali del dente (osso alveolare e legamento parodontale) che si origina come conseguenza di patologie infettive o degenerative dei tessuti interni del dente da cui si sviluppa. Si tratta della forma più comune di patologia cistica delle ossa mascellari, e colpisce più frequentemente tra i trenta ed i cinquant'anni di età.
La patologia usualmente rimane per lungo tempo asintomatica ed è quindi tipicamente diagnosticabile solo tramite un esame radiografico. In questa fase è clinicamente e radiologicamente poco distinguibile dal granuloma apicale, lesione da cui si sviluppa. Con il tempo può tendere ad aumentare di dimensioni, fino ad arrivare alla deformazione dell'osso coinvolto, potendo così manifestare una sintomatologia legata al processo di espansione e compressione delle strutture limitrofe. La terapia di scelta in caso di lesione di dimensione limitata è il trattamento endodontico del dente responsabile, mentre nei casi in cui la cisti abbia raggiunto dimensioni notevoli, si ricorre abitualmente alla chirurgia.

## Epidemiologia
Le cisti radicolari rappresentano le lesioni cistiche di gran lunga più comuni nelle ossa mascellari. Sono tipicamente associate a denti permanenti, con una moderata predilezione per il sesso maschile. La presenza di cisti radicolari associate a denti decidui è stata segnalata molto raramente.

## Classificazione
Le cisti odontogene infiammatorie radicolari possono essere distinte in conseguenza al loro rapporto con il dente di origine:
- Cisti radicolare periapicale: quando la lesione si trova in rapporto con gli apici radicolari del dente origine dell'infezione. Si tratta della tipologia di gran lunga più frequente.
- Cisti radicolare laterale: la lesione è posta sul lato di una radice di un dente affetto da patologia, a cui è collegato attraverso un canale laterale. Va distinta dalla cisti parodontale, sempre di origine infiammatoria, ma derivante da un processo infiammatorio originato nei tessuti molli di un dente in eruzione (pericoronarite).
- Cisti residua: la lesione si è sviluppata in rapporto alla radice di un dente affetto da patologia, che poi è stato estratto o perso, e quindi non è più presente come causa. Questo può comportare in alcuni casi la permanenza e lo sviluppo della cisti anche in assenza dello stimolo infiammatorio.

## Eziologia
La causa di gran lunga più comune per la formazione di una cisti radicolare è infettiva. I responsabili sono quindi batteri, loro tossine e prodotti del metabolismo batterico, che possono raggiungere i tessuti periapicali (legamento parodontale ed osso alveolare) attraverso i canali interni del dente, precedentemente interessati da patologia infettiva cronica (pulpite), o da necrosi totale, a loro volta causate quasi sempre da una carie profonda del dente, più raramente in seguito a traumi o lesioni non cariose profonde. Talvolta la patologia si sviluppa partendo da un dente già precedentemente trattato per una patologia pulpare (devitalizzazione), anche a distanza di anni. In questi casi la fonte è ugualmente batterica, dovuta alla permanenza di zone canalari non trattate, per difetto di strumentazione o difficoltà legate alla geometria canalare.

## Patogenesi
Il processo di formazione della lesione non è ancora stato completamente chiarito, ma viene usualmente diviso in tre fasi: una prima fase proliferativa, che riguarda lo sviluppo delle cellule epiteliali, una seconda fase di organizzazione della lesione in forma cistica, e una fase di crescita. Tra le cellule tipiche del sistema immunitario e le fibre connettivali che compongono la struttura del tessuto di granulazione delle lesioni periapicali croniche si possono rinvenire piccole isole di cellule epiteliali, presenti anche nel normale legamento parodontale dei denti sani, detti "residui del Malassez", considerati rimanenze dei tessuti implicati nel processo embriogenetico di formazione del dente. Questi residui epiteliali, sotto lo stimolo di particolari mediatori liberati dai processi infiammatori sostenuti dalla patologia dentale, si possono sviluppare in piccole cavità rivestite da epitelio pluristratificato ripiene di liquido sieroso misto a cristalli di colesterolo. Queste col tempo si potranno ampliare e riunire nel quadro cistico, espandendosi progressivamente per cause che sono state individuate sia in un processo di tipo osmotico, che in un'attività cellulare stimolata dalla liberazione di mediatori dell'infiammazione.

### Complicanze
Una delle complicanze più comuni è l'empiema o infezione della cavità cistica. In questo caso si avranno le tipiche manifestazione legate ad un'infezione acuta, difficilmente distinguibili da quelle di un semplice ascesso alveolare, con dolore, tumefazione e rialzo della temperatura corporea. Si può avere fistolizzazione nel cavo orale o, più raramente, a livello della cute facciale.
Difficilmente una cisti radicolare comporta l'erosione significativa delle radici del dente responsabile della patologia o di quelli vicini, anche nei casi di lesioni molto ampie. Qualora compaiano radiograficamente aspetti di questo tipo, va sospettata la presenza di lesioni più aggressive, e quindi un monitoraggio molto più attento, qualora si proceda con una terapia di tipo non chirurgico.
Nei casi di cisti di grandi dimensioni la crescita massiva può portare a compressione delle strutture nervose locali, con conseguente comparsa di parestesie e successiva scomparsa della sensibilità, ed arrivare alla deformazione dell'osso e delle strutture facciali, per la sua progressiva esternalizzazione.
Talvolta la lesione cistica può raggiungere dimensioni tali da comportare il rischio di frattura dell'osso interessato per semplici sollecitazioni funzionali come la masticazione, o per traumi modesti.
Sono stati riportati casi di sviluppo di ameloblastoma e carcinoma a cellule squamose da una cisti radicolare. Data la rarità delle segnalazioni, la probabilità sono comunque considerate molto basse.

## Anatomia patologica
Le cisti radicolari si presentano tipicamente in contiguità ad una radice di un dente affetto da patologia pulpare molto avanzata, solitamente già in degenerazione totale (necrosi). Presentano aspetto uniloculare, solitamente tondeggiante e con un orlo di addensamento periferico radiograficamente nettamente distinguibile, e solitamente sono singole, anche se sono stati documentati casi di lesioni multiple e bilaterali. Nei casi più eclatanti, possono raggiungere dimensioni notevoli, arrivando ad occupare e deformare la maggior parte dell'osso interessato, rendendo talvolta difficile il riconoscimento del dente di partenza.
Istologicamente la lesione è ben delimitata dai tessuti circostanti da una capsula connettivale fibrosa, in cui si possono ritrovare le cellule infiammatorie tipiche delle lesioni croniche: linfociti e plasmacellule, che talvolta si possono spingere fino ad invaderne l'epitelio. Il lume della cavità cistica è rivestito da un epitelio pavimentoso pluristratificato spesso ed irregolare ma non cheratinizzato, talvolta interrotto da tessuto di granulazione, ed in cui talvolta possono essere riscontrate cellule mucipare e ciliate. Il liquido che riempie la cavità è di tipo sieroso con alto contenuto di proteine, e frequente riscontro di cellule e cristalli di colesterolo, che possono essere reperiti anche nella parete fibrosa, talvolta circondati da cellule giganti con aspetto schiumoso, nella tipica reazione da corpo estraneo. Nell'ambito dell'epitelio in alcuni casi possono essere osservati dei piccoli aggregati di materiale eosinofilo, detti corpi ialini o di Rushton. In caso di processi infiammatori od emorragici, il contenuto cistico subisce modifiche in conseguenza degli stessi, presentandosi più ricco di elementi cellulari di tipo infiammatorio acuto (purulento) ed eritrociti (emorragico).

## Clinica

### Segni e sintomi
Nelle sue fasi iniziali, esattamente come per il granuloma dentario da cui si sviluppa, la cisti radicolare è tipicamente una lesione associata a un dente affetto da patologia endodontica di livello tale da avere comportato la degenerazione del proprio tessuto pulpare, con conseguente perdita totale della vitalità. Di conseguenza molto raramente si presenta sintomatologia, che potrà essere limitata a una lieve sensibilità alla percussione o masticazione del dente affetto dalla patologia di origine. In questa fase, la presenza di una cisti viene solitamente rilevata casualmente attraverso indagini radiografiche effettuate per altri motivi. La presenza di sintomatologia dolorosa si avrà solo in concomitanza di un'infezione acuta, che nel caso di lesioni cistiche limitate si presenta clinicamente con i sintomi di una parodontite apicale acuta, mentre in caso di lesioni ampie si avrà un empiema. Con il progressivo aumentare delle dimensioni, potranno comparire mobilità o spostamento del dente coinvolto e talvolta anche di quelli contigui, causando difficoltà nella masticazione. Comparendo infine in superficie, si avrà un rigonfiamento non dolente in lenta crescita con possibile segni di crepitio alla pressione, dovuto al limitato spessore della corticale ossea, diventando poi fluttuante alla palpazione. Nei casi più gravi, si potrà manifestare difficoltà alla deglutizione, parestesie e perdite di sensibilità per compressione dei fasci vasculo-nervosi che attraversano il corpo dell'osso coinvolto.

### Esami di laboratorio e strumentali
Nella lesione di piccole dimensioni, l'esame radiografico risulta spesso l'unico reperto utile, permettendo di individuare sia la patologia, attraverso il tipico aspetto di rarefazione ossea ben delimitata, che il dente di partenza. Per i casi di diagnosi dubbia, risultano fondamentali le prove di vitalità sui denti, per risposta agli stimoli termici od elettrici (pulp test), alla ricerca di un dente non più vitale od in sofferenza. In caso di lesioni ampie, con sospetto di interessamento delle strutture circostanti (altri denti, canali vasculo-nervosi, seni paranasali) diventa necessario un esame più preciso, come il ct-scan od il cone-beam.
Quando possibile, cioè in tutti i casi in cui il trattamento sarà di tipo chirurgico (di solito riservato alle lesioni più ampie), l'esame istologico della lesione cistica, possibilmente completa ed integra, sarà fondamentale per poter escludere patologie di tipo più aggressivo, che presentano maggiori probabilità di recidiva.

### Diagnosi differenziale
Poiché molto spesso l'unico reperto diagnostico utile è quello radiografico di radiotrasparenza periapicale, la diagnosi differenziale sarà prima di tutto verso alcune strutture anatomiche che possono simulare questo aspetto, come il forame mentoniero, o concamerazioni anomale del seno mascellare, che per prossimità anatomica con le radici dei denti in alcuni casi potrebbero porre il dubbio della presenza di una cisti radicolare. Una prova di vitalità dei denti sospetti potrà aiutare la diagnosi. Nei casi più difficili si potrà utilizzare la tecnica dello sproiettamento, ripetendo la radiografia con una diversa angolazione. Tecniche radiologiche di maggiore impegno come il ct-scan o la recente cone beam possono a loro volta risultare di grande aiuto.
Una diagnosi differenziale radiografica tra cisti radicolare e granuloma apicale è possibile solo quando la lesione raggiunge dimensioni notevoli. I tentativi fatti di correlare con precisione le dimensioni radiografiche della lesione con l'aspetto anatomo-patologico si sono rivelati infatti poco affidabili. Essendo due lesioni oggi riconosciute come di origine comune e trattamento identico, la diagnosi differenziale diventa comunque clinicamente poco utile.
Altre lesioni radiotrasparenti che potrebbero presentare aspetti radiografici simili sono le cisti odontogene di altra origine, come la cisti dentigera (o follicolare) e la cisti paradentale. Più rare sono le cisti non odontogene, le pseudocisti come la cisti ossea solitaria (emorragica), seguente a trauma, ed i tumori odontogeni di tipo non addensante, come il granuloma eosinofilo, il tumore odontogeno adenomatoide, il fibroma ameloblastico, e l'ameloblastoma nella forma unicistica, solitamente caratterizzati da bassa aggressività e lenta crescita. Più temibile è l'evenienza del tumore cheratocistico odontogeno, dotato di maggiore aggressività locale. Data la rarità di queste patologie, anche nel caso di lesioni limitate la conferma della corretta diagnosi dovrà basarsi sul follow-up a distanza dopo il trattamento canalare dell'elemento dentale sospetto, mentre in caso di lesioni più voluminose l'esame istologico sarà in grado di fornire una diagnosi precisa.

## Trattamento
Nel caso di lesione di dimensioni limitata scoperta casualmente tramite radiografia, e considerata la caratteristica di reazione difensiva della lesione cistica a una patologia interna al dente, il trattamento risolutivo è quello mirato all'eradicazione della fonte di infiammazione presente nei canali del dente responsabile, quindi la sua terapia endodontica. Questa si è rivelata efficace anche in casi di lesioni piuttosto voluminose, una volta considerate sempre di ambito chirurgico, e comunque l'eliminazione della fonte di infezione deve sempre essere considerata parte fondamentale del trattamento, per evitare recidive. Peraltro, ad oggi non esiste ancora un modo per predire l'eventuale efficacia della terapia endodontica per le lesioni più ampie, fondamentale quindi diventa il follow-up radiografico, che dovrà documentare la scomparsa progressiva della radiotrasparenza.
Nel caso in cui il trattamento canalare tradizionale (ortogrado) sia impedito dalla presenza di strumenti rotti o perni di difficile estrazione nei canali, o ci si trovi di fronte ad un dente già precedentemente trattato senza successo, sarà necessario adottare l'approccio chirurgico retrogrado, anche in presenza di piccole lesioni. Questo permetterà anche l'effettuazione dell'esame istologico del tessuto patologico eliminato.
Qualora il dente responsabile risulti troppo compromesso per sua patologia di partenza (carie eccessivamente destruente) o altri motivi (presenza di ulteriori patologie associate, come una parodontite di grado elevato), o perché non strategico per la normale funzionalità (dente del giudizio), la terapia di scelta sarà l'estrazione ed il curettaggio attento della lesione, sempre seguito da esame istologico.
Nel caso di lesioni molto voluminose, in cui si deve sospettare la presenza di una crescita autonoma, non più legata al processo infiammatorio di origine dentale, si dovrà procedere all'enucleazione chirurgica dell'intera lesione (cistectomia o Partsch II), o, nei casi in cui questo sia sconsigliato per il rischio di ledere strutture importanti come fasci vasculo-nervosi, all'intervento di apertura verso il cavo orale e Marsupializzazione (cistotomia o Partsch I). Il primo tipo di intervento (cistectomia) prevede l'esposizione attraverso una breccia ossea (con accesso dal cavo orale o eccezionalmente dalle cavità nasali) e l'asportazione totale del tessuto cistico, quindi la chiusura della cavità, che in caso di dimensioni ampie può implicare l'uso di un riempitivo (osso autologo, eterologo o da banca) per facilitare la guarigione. Il vantaggio di questa procedura è la tempistica e la possibilità di diagnosi istologica dell'intera lesione, fattori che la rendono la terapia chirurgica di prima scelta in tutti i casi in cui non esistano pericoli di danneggiare fasci vasculo-nervosi. La cistotomia prevede la creazione di una comunicazione stabile della cavità cistica nel cavo orale (marsupializzazione) ed il suo mantenimento per un tempo sufficiente alla guarigione, che può richiedere tempi lunghi, ed essere solo parziale, lasciando una depressione esteticamente sgradevole e di difficile gestione. Talvolta per mantenere pulita la cavità durante la guarigione si rende anche necessario l'utilizzo di un otturatore prostetico che va modificato progressivamente. In alcuni casi le due tecniche possono essere combinate, con una marsupializzazione iniziale che viene seguita dall'asportazione totale, una volta che la guarigione abbia raggiunto un livello tale da evitare di ledere i tessuti più a rischio. In tutti i casi dovrà comunque essere eliminata la causa primaria, cioè l'infezione di origine dentaria, con un adeguato trattamento endodontico o l'estrazione.

### Prognosi e follow up
La prognosi di guarigione dei processi infiammatori cronici apicali dei denti trattati endodonticamente è molto buona, con percentuali di successo che si riducono nel caso il dente sia già stato trattato in passato, e si sia quindi dovuto procedere ad un ritrattamento. Il protocollo consigliato comunque prevede un follow-up radiografico periodico, a 6 mesi, un anno ed ogni due anni circa dall'esecuzione del trattamento endodontico. Questo periodo di osservazione diventa doveroso nel caso di lesioni di una certa dimensione, in cui può rimanere il sospetto di avere a che fare con una cisti in grado di autosostenere la propria crescita anche in assenza dello stimolo irritativo infiammatorio, ed ancora di più per escludere lesioni di origine differente (cisti non infiammatorie o tumori).
Anche nel caso di approccio chirurgico, il follow-up è procedura raccomandata, per intercettare la possibilità di recidiva.